# Бисјер е Прен
Бисјер е Прен (фр. Bussières-et-Pruns) насеље је и општина у централној Француској у региону Оверња, у департману Пиј де Дом која припада префектури Риом.
По подацима из 2011. године у општини је живело 422 становника, а густина насељености је износила 36,29 становника/km². Општина се простире на површини од 11,63 km². Налази се на средњој надморској висини од 353 метара (максималној 381 m, а минималној 317 m).

## Демографија
| 1962. | 1968. | 1975. | 1982. | 1990. | 1999. | 2011. |
| ----- | ----- | ----- | ----- | ----- | ----- | ----- |
| 368   | 382   | 320   | 333   | 347   | 306   | 422   |

График промене броја становника у току последњих година